# Pedagogi
Pedagogi är en historisk benämning på vissa läroanstalter. 

Det grekiska ordet paidagogeion betecknade "pedagogens" boningsrum samt till följd av detta även barn- eller lärorum. Hos romarna var pædagogium egentligen den del av en förnäm eller rik familjs hus, där de unga slavar, som var bestämda för högre tjänster, vistades och utbildades under pedagogens ledning; men ordet användes även i kollektiv mening om dessa slavar själva. I anslutning till denna senare betydelse användes ordet under medeltiden på samma sätt om samtliga de pager, som uppfostrades och tjänstgjorde i förnäma hus, medan de särskilda pagerna kallades pædagogiani, ur vilket ordet page utan tvivel har sin härledning. Under nyare tid användes benämningen Pädagogium i Tyskland använts dels (synonymt med gymnasium, lyceum och collegium) om högre läroanstalter, som förberedde lärjungar för universitetet, dels om sådana lärdomsskolor, vilka i likhet med ett progymnasium saknade de högsta klasserna (gymnasieklasserna). Men i båda fallen har benämningen – i anslutning till den betydelse, som hos romarna och under medeltiden fästes vid ordet – främst använts om internat.

## De svenska pedagogierna
I Sverige användes benämningen pedagogi brukats endast om lägre skolor inom sekundär och primär undervisning. Dessa var – åtminstone under senare tid – alltid externat. I de äldre skolordningarna (av 1571, 1611, 1649 och 1724) förekommer ej benämningen, men i 1807 års skolordning omnämns "pedagogier och mindre barnskolor i städerna och på landet". Otvivelaktigt är likväl, att benämningen pedagogi använts långt tidigare, möjligen redan på 1500-talet. I de nyare skolordningarna (av 1820, 1856, 1859 och 1878) omnämns ej pedagogierna. 
Bland de skolor, som kallats pedagogier, upphöjdes några till elementarläroverk (senare allmänna läroverk) och andra, vilka kom att kallas "egentliga pedagogier", vann den grad av utveckling, att även de tillhörde den sekundära undervisningen och kunde anses såsom ett slags lägre elementar- eller allmänna läroverk, varemot de övriga, vilkas antal varit åtminstone 14 (därav fem i städer), tillhörde den primära undervisningen. Dessa senare uppgick i allmänhet, där de ej upphörde, helt i kommunernas folkskoleväsende, och även namnet pedagogi upphörde i regel att användas om dessa skolor.
Förhållandena vid de egentliga pedagogierna bestämdes huvudsakligen genom kungligt brev av den 22 november 1861. I vissa hänseenden, till exempel med avseende på läsårets längd och terminsindelning, gällde samma föreskrifter som vid de allmänna läroverken, i andra hänseenden däremot icke. Någon allmänt gällande plan för undervisningen fanns ej utan denna bestämdes för varje särskild pedagogi efter prövning av stiftets biskop. I allmänhet liknade dock undervisningsplanerna den, som gällde för klasserna 1–3 vid de allmänna läroverken; dock förekom även latin på sina ställen.
De egentliga pedagogierna delas i tvåklassiga och enklassiga. Av vartdera slaget fanns vårterminen 1888 nio. De tvåklassiga var Hjo pedagogi (9 elever), Södertälje pedagogi (56), Köpings pedagogi (33), Nora pedagogi (20), Hedemora pedagogi (15), Gränna pedagogi (9), Kungälvs pedagogi (18), Kungsbacka pedagogi (15) och Borgholms pedagogi (19). De enklassiga var Öregrunds pedagogi (9 elever), Ulricehamns pedagogi (6), Mariefreds pedagogi (10), Lindesbergs pedagogi (21), Säters pedagogi (20), Simrishamns pedagogi (33), Falkenbergs pedagogi (14), Laholms pedagogi (26) och Mönsterås pedagogi (10). 
Enligt den för dessa läroverk gällande stat fanns vid varje tvåklassig pedagogi en rektor, en kollega, en musik- och en gymnastiklärare. Dessutom hade för pedagogierna i Södertälje och Köping genom särskilda kungligt brev medel anvisats tills vidare för avlöning av en teckningslärare. Vid varje enklassig pedagogi finns enligt stat endast en lärare ("pedagog").

## Avvecklingen
Genom kungligt brev av den 22 maj 1891 indrogs från den 1 juli samma år pedagogierna i Kungsbacka, Borgholm, Öregrund, Mariefred, Säter och Laholm, varjämte genom kungligt brev den 16 december 1892 från den 1 juli 1893 ytterligare indrogs pedagogierna i Hjo, Hedemora, Gränna, Kungälv, Ulricehamn, Lindesberg, Falkenberg och Mönsterås. Nu återstod endast de tvåklassiga pedagogierna i Södertälje, Köping och Nora samt enklassiga pedagogin i Simrishamn. De två förstnämnda erhöll genom särskilda kungliga brev tillstånd att, på de respektive städernas bekostnad, anställa extra lärare, vilka i avseende på tjänsteårsberäkning och övriga förmåner var likställda med de av staten avlönade extra lärarna vid de allmänna läroverken, samt att i sammanhang därmed utsträcka sin undervisning t.o.m. femte klassen, Köpings pedagogi dock endast på reallinjen.
De återstående pedagogierna försvann vid den läroverksreform, som genomfördes på grund av riksdagens beslut 1904. De ersattes då av realskolor, samskolor eller högre folkskolor. I de bland "Bidrag till Sveriges officiela statistik" av Ecklesiastikdepartementet utgivna berättelserna "Om statens allmänna läroverk för gossar" redogörs även för de egentliga pedagogierna. 